# Freestyle-Skiing-Weltmeisterschaften 1997
Die 7. Freestyle-Skiing-Weltmeisterschaften fanden vom 4. bis 9. Februar 1997 im Iizuna Kōgen Sukī-jō bei Nagano in Japan statt. Der Kombinationswettbewerb wurde nur noch bei den Männern ausgetragen. Somit wurden bei den Männern in vier und bei den Frauen in drei Bewerben Medaillen vergeben.

## Männer

### Ballett
| Platz | Land       | Sportlerin        |
| ----- | ---------- | ----------------- |
| 1     | Frankreich | Fabrice Becker    |
| 2     | USA        | Ian Edmondson     |
| 3     | Schweiz    | Heini Baumgartner |
| 4     | Finnland   | Antti Inberg      |
| 5     | USA        | Steven Roxberg    |
| 6     | Schweiz    | Konrad Hilpert    |
| 7     | Tschechien | Pavel Landa       |
| 8     | USA        | Mike McDonald     |
| 9     | Österreich | Alexander Zika    |
| 10    | Kanada     | Darcy Downs       |

Datum: 7. Februar 1997

### Moguls
| Platz | Land       | Sportlerin        |
| ----- | ---------- | ----------------- |
| 1     | Kanada     | Jean-Luc Brassard |
| 2     | Kanada     | Stéphane Rochon   |
| 3     | Schweden   | Jesper Rönnbäck   |
| 4     | Frankreich | Fabrice Ougier    |
| 5     | Frankreich | Thony Hemery      |
| 6     | USA        | Jim Moran         |
| 7     | USA        | Evan Dybvig       |
| 8     | Kanada     | Dominick Gauthier |
| 9     | Frankreich | Johann Grégoire   |
| 10    | Finnland   | Sami Mustonen     |

Datum: 8. Februar 1997

### Aerials
| Platz | Land       | Sportlerin           |
| ----- | ---------- | -------------------- |
| 1     | Kanada     | Nicolas Fontaine     |
| 2     | USA        | Eric Bergoust        |
| 3     | Kanada     | Andy Capicik         |
| 4     | Kanada     | David Belhumeur      |
| 5     | Österreich | Christian Rijavec    |
| 6     | Frankreich | Jean-Damien Climonet |
| 7     | USA        | Joe Pack             |
| 8     | Tschechien | Aleš Valenta         |
| 9     | Italien    | Freddy Romano        |
| 10    | USA        | Brian Currutt        |

Datum: 9. Februar 1997

### Kombination
| Platz | Land       | Sportlerin       |
| ----- | ---------- | ---------------- |
| 1     | Kanada     | Darcy Downs      |
| 2     | Kanada     | Toben Sutherland |
| 3     | Belarus    | Aleh Kuleschou   |
| 4     | Tschechien | Ondřej Vokatý    |

Datum: 6. Februar 1997

## Frauen

### Ballett
| Platz | Land       | Sportlerin            |
| ----- | ---------- | --------------------- |
| 1     | Russland   | Oxana Kuschtschenko   |
| 2     | Schweden   | Åsa Magnusson         |
| 3     | Schweden   | Annika Johansson      |
| 4     | Japan      | Yukako Tanaka         |
| 5     | USA        | Lara Rosenbaum        |
| 6     | Slowakei   | Zuzana Smiercaková    |
| 7     | Kanada     | Anne Marie Koeszegi   |
| 8     | USA        | Vicki Simpson-Roxberg |
| 9     | Finnland   | Soili Puukko          |
| 10    | Australien | Tarsha Ebbern         |

Datum: 7. Februar 1997

### Moguls
| Platz | Land        | Sportlerin           |
| ----- | ----------- | -------------------- |
| 1     | Frankreich  | Candice Gilg         |
| 2     | USA         | Donna Weinbrecht     |
| 3     | Deutschland | Tatjana Mittermayer  |
| 4     | USA         | Ann Battelle         |
| 5     | Norwegen    | Kari Traa            |
| 6     | USA         | Liz McIntyre         |
| 7     | Finnland    | Minna Karhu          |
| 8     | Russland    | Marina Tscherkassowa |
| 9     | Schweden    | Marja Elfman         |
| 10    | Russland    | Ljudmila Dymtschenko |

Datum: 8. Februar 1997

### Aerials
| Platz | Land       | Sportlerin           |
| ----- | ---------- | -------------------- |
| 1     | Australien | Kirstie Marshall     |
| 2     | Schweiz    | Michèle Rohrbach     |
| 3     | Kanada     | Veronica Brenner     |
| 4     | Österreich | Sabina Hudribusch    |
| 5     | Russland   | Natalja Orechowa     |
| 6     | Kanada     | Caroline Olivier     |
| 7     | Schweden   | Liselotte Johansson  |
| 8     | Ukraine    | Tetjana Kosatschenko |
| 9     | China      | Xu Nannan            |
| 10    | USA        | Nikki Stone          |

Datum: 9. Februar 1997

## Medaillenspiegel
| Platz  | Land        |   |   |   |    |
| ------ | ----------- | - | - | - | -- |
| 1      | Kanada      | 3 | 2 | 2 | 7  |
| 2      | Frankreich  | 2 | – | – | 2  |
| 3      | Australien  | 1 | – | – | 1  |
| 3      | Russland    | 1 | – | – | 1  |
| 5      | USA         | – | 3 | – | 3  |
| 6      | Schweden    | – | 1 | 2 | 3  |
| 7      | Schweiz     | – | 1 | 1 | 2  |
| 8      | Deutschland | – | – | 1 | 1  |
| 8      | Belarus     | – | – | 1 | 1  |
| Gesamt | Gesamt      | 7 | 7 | 7 | 21 |